# Ariaramnes
Ariaramnes (staropers. 𐎠𐎼𐎡𐎹𐎠𐎼𐎶𐎴 Ariyâramna) – władca perski z dynastii Achemenidów, syn Teispesa. Panował w Persydzie od około 640 p.n.e. do prawdopodobnie 595 p.n.e. Współrządził wraz z bratem, Cyrusem I, który panował w Anszanie.